# 汪建剛 (政治人物)
汪建剛，字叔潜，中华民国政治家，安徽人，曾担任中华民国第一届国会第一期常会议员，与陈独秀有密切关系，1915年在上海创办通俗图书局和《通俗》杂志，曾在《新青年》杂志上发表文章《新旧问题》。

## 作品
- 《新旧问题》
- 《国会生活的片段回忆》